# Stone (curling)

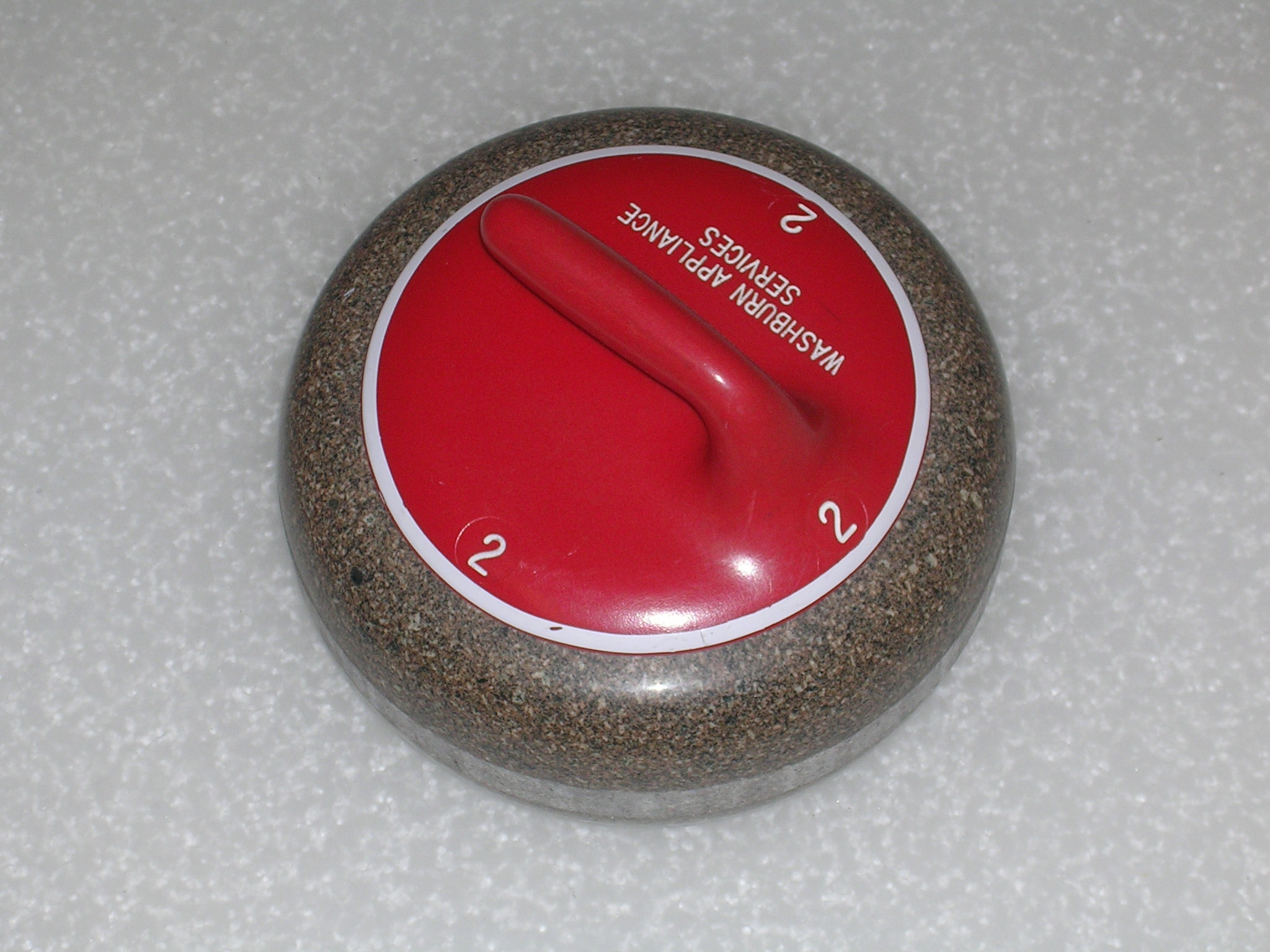
Una moderna stone capovolgibile

La pietra da curling (in inglese stone), a volte detta semplicemente sasso, è un attrezzo sportivo per lo sport invernale sul ghiaccio del curling.

## Caratteristiche tecniche
Come definito dalla World Curling Federation una stone è un disco di pietra spessa del peso compreso tra 38 e 44 libbre (tra 17,2 e 19,9 kg circa) con una maniglia fissata alla parte superiore. La circonferenza massima ammissibile è di 36 pollici (circa 91 cm) e l'altezza minima consentita è di 4,5 pollici (circa 11 cm). Il manico è legato da un bullone che scorre verticalmente attraverso un foro al centro della pietra. Le maniglie sono colorate per identificare le stone di ciascuna squadra, i due colori più popolari nei tornei più importanti sono il rosso e giallo. L'unica parte della pietra a contatto con il ghiaccio è la corona, uno stretta porzione del sasso fatta ad anello di dimensioni comprese tra 0,5 e 0,25 pollici (circa 6/12 millimetri) di spessore e di 5 pollici di diametro (circa 12,7 cm). I lati della stone convergono verso il basso verso la corona e la parte interna della corona è concava e vuota per eliminare il ghiaccio.. La superficie che viene a contatto con le altre stone è quella più esterna ed è conosciuta come strikeband
La maniglia consente alla pietra di essere impugnata e ruotata a durante il rilascio; su una superficie ghiacciata adeguatamente preparata il percorso della stone si piega (curl) nella direzione in cui il bordo anteriore della pietra sta girando. Più la stone rallenta più l'effetto del curl è marcato, per cui un tiro lento curlerà prima e maggiormente di un tiro più veloce.

## Tipi di rocce
La caratteristica principale della pietra necessaria per costruire una stone deve essere una grande resistenza ai colpi e alle sollecitazioni a temperature molto basse e la possibilità di ricavare un gran numero di stone dalle caratteristiche quasi identiche. Par questi motivi le rocce che si prestano di più sono le rocce granitiche

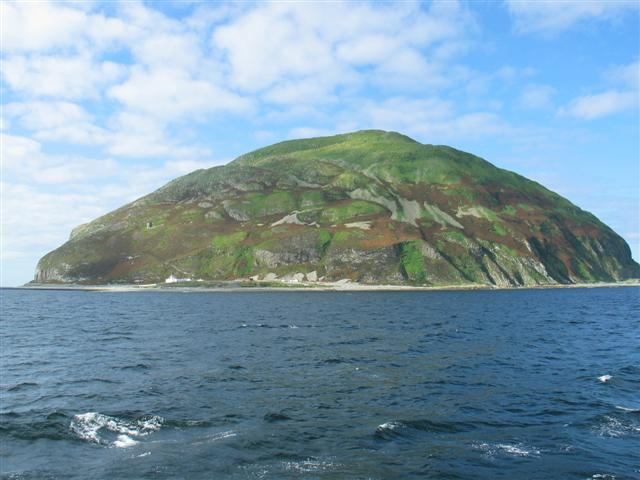
Isola di Ailsa Craig

### Blue Hone e Common Green
Tradizionalmente, le pietre per il curling sono state fatte da due tipi specifici di granito, chiamati "Blue Hone" e "Common Green". Entrambi si trovano sull'isola di Ailsa Craig, un'isola al largo della costa scozzese dell'Ayrshire. Il "Blu Hone" ha un assorbimento di acqua molto basso, che impedisce l'azione di congelamento ed erosione della pietra mentre "l'Ailsa Craig Common Green" è un granito di qualità minore rispetto al "Blu Hone", esiste inoltre una varietà di "Red Hone" ancora meno pregiata. In passato, la maggior parte delle pietre di curling erano costituite da "Blue Hone", tuttavia essendo l'isola una riserva della fauna selvatica la cava è stata costretta a chiudere.
La famiglia scozzese Kay fabbrica stone di curling dal 1851 e ha i diritti esclusivi di granito di Ailsa Craig, concessa dal Marchese di Ailsa, la cui famiglia è proprietaria dell'isola dal 1560. L'ultima "raccolta" di granito di Ailsa Craig dalla famiglia Kay ha avuto luogo nel 2002. I Kay dicono di aver raccolto 1'500 tonnellate di "Common Green" e 270 tonnellate di "Blue Hone", sufficienti a soddisfare gli ordini previsti almeno fino al 2020. La famiglia Kay è produttore ufficiale di stone per la World Curling Federation stata il produttore esclusivo di stone di curling per tutte le edizioni delle Olimpiadi in cui è stato compreso il curling, compresi i I Giochi olimpici invernali disputati nel 1924 a Chamonix-Mont-Blanc e l'edizione di Sochi 2014.

### Trefor
Attualmente il granito per la produzione di stone per il curling viene dal nord del Galles. Questo granito si chiama "Trefor" ed è disponibile in tonalità di blu/grigio (di seconda scelta) e rosso/marrone (più pregiato). Entrambi i tipi di "Trefor" sono di qualità inferiore al "Blue Hone" di Ailsa Craig. La cava in Galles che fornisce il granito per la produzione di stone da curling ha un'esclusiva con l'azienda canadese Canada Curling Stone Co., che è l'unica produttrice mondiale di stone da curling con il granito Trefor. La cava gallese è una cava piena e attiva e non si prevede l'esaurimento di questo granito. La Canada Curling Stone Co. produce stone da curling dal 1992. Il costo di una stone da curling del nuovo granito "Trefor" è di circa 600 dollari canadesi. La Canada Curling Stone Co. ha il diritto d'esclusiva per la fornitura di stone al Grande Slam di curling.

### Keanie
Questo tipo di pietra è più economico ma anche di minore qualità a causa della maggiore porosità che rendono le stone irreparabili. La stone risulta di colore rosato con dei punti neri sparsi.

## Tipi di stone
A seconda di come si costruisce una stone si possono avere diversi tipi di sasso:

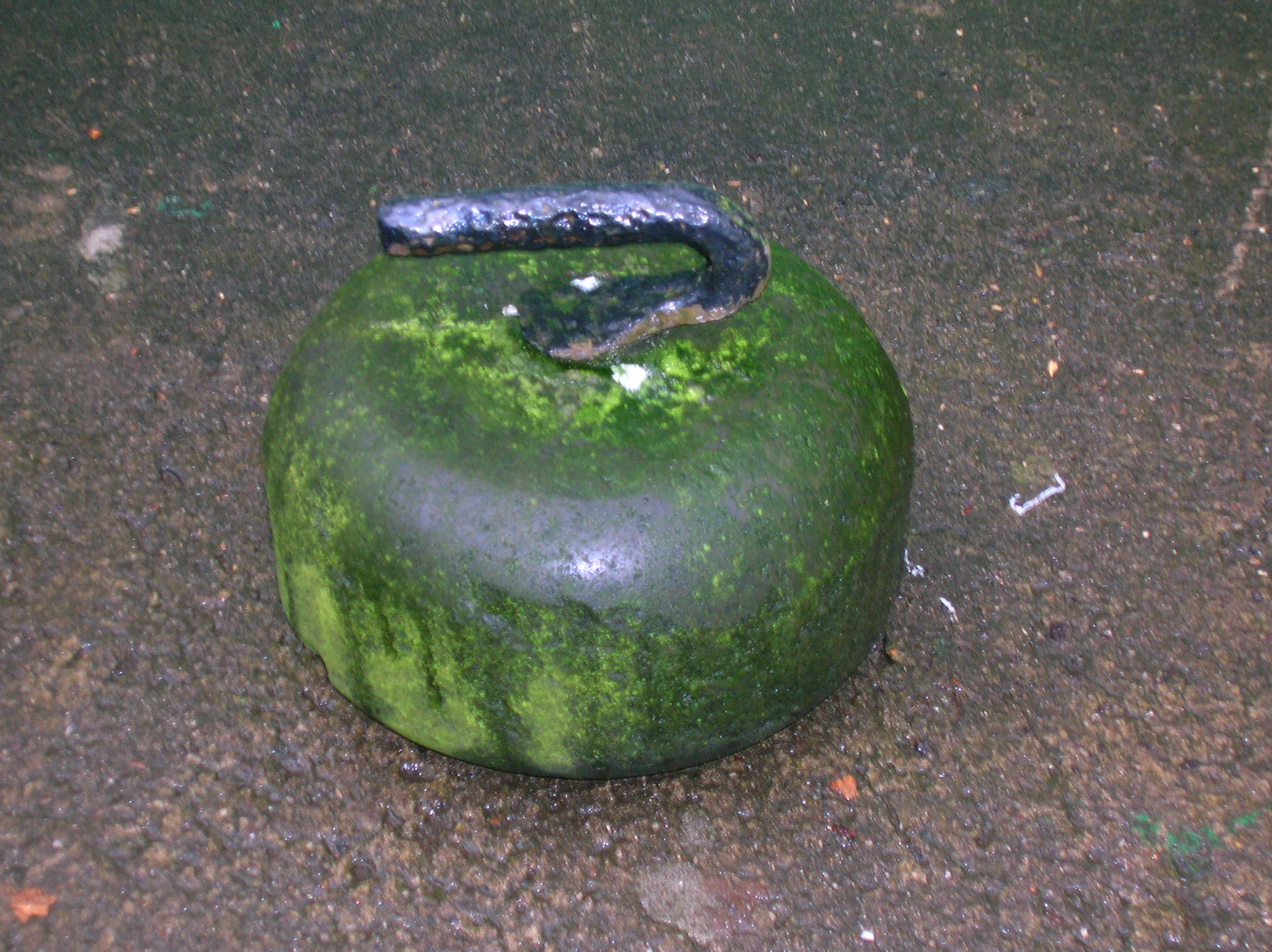
Una vecchia stone monoblocco non capovolgibile

### Stone monoblocco
Stone composta da un unico blocco di pietra levigato a cui si aggiunge il manico. Sono le stone più antiche e le uniche in commercio fino agli anni '90. La qualità della stone dipende dalla qualità del granito utilizzato e da questo ne consegue anche la durata media delle stone, che può variare da più di 50 anni (Blue Hone) ad "appena" una ventina (Keanie). Le stone moderne hanno la possibilità una volta che la corona è rovinata di capovolgerla sottosopra e di montare il manico nella parte che prima era a contatto con il ghiaccio, nelle stone più vecchie questo non è possibile.

### Stone composta
Anche conosciute come stone nuove (in inglese new stone) sono pietre costruite da più pezzi e diversi tipi di granito. Si compongono di un cilindro interno che comprende le due corone (corona indoor e corona openair) che solitamente è fatto di Blue Hone. Il resto della stone e composta di un altro granito. Non è raro che vecchie stone monoblocco Blue Hone che hanno la superficie di contatto (stikeband) molto rovinata vengano tagliate per creare nuove stone composte. Queste stone hanno una vita normalmente compresa tra 25 e 50 anni. Tutte queste stone sono capovolgibili.

### Stone rigenerata
Le stone rigenerate sono vecchie stone che vengono rettificate e aggiustate con innesti di granito, levigandole o tramite la sostituzione di parte dei pezzi di cui è formata una stone composta. Questo processo si rende necessario quando sulle stone compaiono dei segni d'usura, i più frequenti sono dei fori lungo la banda che viene a contatto con le altre stone (stikeband) o la corona che viene a contatto con il ghiaccio

### Littlerock Stone
Le little rock sono stone di dimensioni minori e metà del peso utilizzate per le competizioni giovanili o a scopo didattico. Alcune non sono nemmeno fatte di pietra ma di altri materiali di alta tecnologia.

## Occhio del maiale
Recentemente è stato inventato un manico elettronico conosciuto come eye on hog (occhio sulla [linea del] maiale). Questa tecnologia può essere montata sulle stone per rilevare le hog line violation, ovvero un fallo di gioco che è la causa più frequente di polemiche durante il gioco. Questi manici rilevano elettronicamente se la mano del giocatore è in contatto con il manico stesso mentre la stone passa la linea del maiale. Il fallo è segnalato dalle luci alla base del manico. L'eye on hog elimina l'errore umano e la necessità di avere due arbitri sulle linee del maiale. Questa tecnologia è obbligatoria in competizioni di alto livello nazionale ed internazionale, ma il suo costo, intorno 650 $ ciascuno, la rende generalmente fuori dalla portata della maggior parte delle strutture.